# Seiren
Seiren (セイレン?) es una serie de anime de Kisai Takayama, dirigida por Tomoki Kobayashi y animada por Studio Gokumi y AXsiZ. Se emitió entre el 5 de enero y el 23 de marzo de 2017 en TBS, Sun TV y BS-TBS. En España el anime se puede ver, en versión original subtitulada, en Filmin bajo el título Divina Juventud.

## Argumento
El anime se centra un conjunto de arcos argumentales de cuatro capítulos cada uno, centrados respectivamente en cada protagonista: Hikari Tsuneki, Touru Miyamae y Kyouko Touno. Las historias de amor tendrán lugar en el verano del segundo año de instituto de las chicas. A Shouichi, el protagonista, le provoca ansiedad la idea de crecer, y su tutora lo llama para hablar de sus planes de futuro. Shouichi conoce a varias chicas y se encamina hacia un porvenir incierto.

## Personajes

### Principales
Shōichi Kamita (嘉味田 正一 Kamita Shōichi)
Seiyū: Atsushi Tamaru
Hikari Tsuneki (常人耀 Tsuneki Hikari)
Seiyū: Ayane Sakura
Tōru Miyamae (宮前透 Miyamae Touru)
Seiyū: Shino Shimoji
Kyōko Tōno (桃乃今日子 Touno Kyouko)
Seiyū: Juri Kimura

### Secundarios
Miu Hiyama (桧山水羽 Hiyama Miu)
Seiyū: Shiori Izawa
Tomoe Kamita (嘉味田十萌 Kamita Tomoe)
Seiyū: Manami Numakura
Makoto Kamizaki (上崎真詩 Kamizaki Makoto)
Seiyū: Shiori Mikami
Ruise Sanjyō (三条るいせ Sanjyou Ruise)
Seiyū: Honoka Kuroki
Ikuo Nanasaki (七咲郁夫 Nanasaki Ikuo)
Seiyū: Ryōta Asari
Tatsuya Araki (荒木達也 Araki Tatsuya)
Seiyū: Takuya Eguchi
Masami Onigata (鬼型雅美 Onigata Masami)
Seiyū: Yukari Tamura
Yukie Takato (高遠由貴恵 Takato Yukie)
Seiyū: Saki Fujita
Yoko Kikuchi (菊池洋子 Kikuchi Yoko)
Seiyū: Yukiyo Fujii
Toka Marushimi (丸石燈花 Marushimi Toka)
Seiyū: Juri Nagatsuma
Mako Yoshida (吉田麻子 Yoshida Mako)
Seiyū: Mai Kadowaki
Sōta Miyamae (宮前宗太 Miyamae Sōta)
Seiyū: Kentarō Tone
Shiori Nagasawa (永沢栞 Nagasawa Shiori)
Seiyū: Yū Asakawa

## Media

### Anime
El anime original del proyecto fue anunciado por TBS el 12 de agosto de 2016. Es escrita bajo la supervisión del diseñador Kisai Takayama, producida por Studio Gokumi y AXsiZ y dirigida por Tomoki Kobayashi, se emitió entre el 5 de enero y el 23 de marzo de 2017. La serie utiliza un formato general, en la cual cada personaje principal tiene su propio arco siendo una historia de mucho sexo. Esos arcos están centrados en tres personajes: Hikari Tsuneki, Tōru Miyamae y Kyōko Tōno. Sin embargo, también se señaló que hay planes de arcos de personajes involucrando a Miyu Hiyama, Makoto Kamizaki, y Ruise Sanjyou en el futuro. El opening es "Kimi no Hana" (キミの花) interpretado por Hanako Oku y el ending es "Shunkan Happening" (瞬間 Happening) interpretado por Ayane Sakura. El segundo ending es "Muteki no Megami" (ムテキの女神) interpretado por Shino Shimoji y el tercer ending es "Koi no Theory" (恋のセオリー) interpretado por Juri Kimura.

#### Lista de episodios
| Núm. | Protagonista principal                     | Título                                          | Fecha de emisión      |
| ---- | ------------------------------------------ | ----------------------------------------------- | --------------------- |
| 1    | "Hikari Tsuneki" "Tsuneki Hikari" (常木耀) | "Decisión" "Ketsudan" (ケツダン)                | 5 de enero de 2017    |
| 2    | "Hikari Tsuneki" "Tsuneki Hikari" (常木耀) | "Profundo en las montañas" "Yamaoku" (ヤマオク) | 12 de enero de 2017   |
| 3    | "Hikari Tsuneki" "Tsuneki Hikari" (常木耀) | "Baño de hombres" "Otokoyu" (オトコユ)          | 19 de enero de 2017   |
| 4    | "Hikari Tsuneki" "Tsuneki Hikari" (常木耀) | "Cielo estrellado" "Hoshizora" (ホシゾラ)       | 26 de enero de 2018   |
| 5    | "Tōru Miyamae" "Miyamae Touru" (宮前透)    | "Intercambio" "Koukan" (コウカン)               | 2 de febrero de 2017  |
| 6    | "Tōru Miyamae" "Miyamae Touru" (宮前透)    | "Versus" "Taisen" (タイセン)                    | 9 de febrero de 2017  |
| 7    | "Tōru Miyamae" "Miyamae Touru" (宮前透)    | "Brocon" "Burakon" (ブラコン)                   | 16 de febrero de 2017 |
| 8    | "Tōru Miyamae" "Miyamae Touru" (宮前透)    | "Esponjoso" "Mofumofu" (モフモフ)               | 23 de febrero de 2017 |
| 9    | "Kyōko Tōno" "Touno Kyouko" (桃乃今日子)   | "Kateibu" "Kateibu" (カテイブ)                  | 2 de marzo de 2017    |
| 10   | "Kyōko Tōno" "Touno Kyouko" (桃乃今日子)   | "Bajando" "Osagari" (オサガリ)                  | 9 de marzo de 2017    |
| 11   | "Kyōko Tōno" "Touno Kyouko" (桃乃今日子)   | "Despertar" "Kakusei" (カクセイ)                | 16 de marzo de 2017   |
| 12   | "Kyōko Tōno" "Touno Kyouko" (桃乃今日子)   | "Primer amor" "Hatsukoi" ( ハツコイ)            | 23 de marzo de 2017   |

### Webcomic
En anticipación del estreno del anime, dos webcomics oficiales ilustrados por Piasai fueron publicados. Estos webcominc involucran personajes de Seiren y el juego de simulación de citas, Amagami.